# Hradiště (Těrlicko)
Hradiště (pol.: Grodziszcz německy Grodischt) je velká vesnice, část obce Těrlicko v okrese Karviná. Nachází se asi 2 km na jihovýchod od Těrlicka. V roce 2009 zde bylo evidováno 314 adres. V roce 2001 zde trvale žilo 829 obyvatel.
Hradiště leží v katastrálním území Hradiště pod Babí horou o rozloze 7,81 km2.
Nachází se zde někdejší evangelický, nyní obecní hřbitov s kaplí.

## Historie
Obec je poprvé přímo potvrzena v latinském dokumentu Liber fundationis episcopatus Vratislaviensis ( Kniha platů vratislavského biskupství) psaném v době biskupa Jindřicha z Vrbna v letech 1295–1305, jako vesnice Grodische villa Snessonis . Záznam v Liber fundationis však jasně naznačuje, že tato Grodische, vesnice Snessona, je starší . Hradiště tak mohlo existovat v době působení těšinských  kastelánů, a pak v Těšinském knížectví založeném v roce 1290.
V roce 1450 koupil obec maršál Mikuláš z Dębowca. V roce 1520  koupil vesnici Jan Bruzowski se svými syny, Ondřejem a Jakubem od Filipa Boryńského.
Podle rakouského sčítání lidu v roce 1910 mělo Hradiště 785 obyvatel, z nichž 735 (97,2%) bylo polsky, 13 (1,7%) německy a 8 (1,1%) česky mluvících, 370 (47,1%) byli katolíci, 398 (50,7%) byli evangelici, 8 (1%) byli Židé a 9 jiného vyznání. Po rozdělení Těšinskégo Slezska v roce 1920 byla obec připojena do  Československa.